# Maxym Fonrabe
Maxym Fonrabe (* 18. Juli 1988) ist ein ukrainischer Bahn- und Straßenradrennfahrer.
Maxym Fonrabe begann seine Karriere 2007 bei dem Ukraine Neri Sottoli Team, das eine ukrainische Lizenz als Continental Team besaß. Im nächsten Jahr wurde er bei dem Etappenrennen Polska-Ukraina Dritter bei dem fünften Teilstück und den darauf folgenden Tagesabschnitt nach Zamosc konnte er für sich entscheiden. Beim Bahnrad-Weltcup 2009/2010 belegte Fonrabe in Manchester mit dem Nationalteam den dritten Platz in der Mannschaftsverfolgung.

## Erfolge
2009
- Weltcup Manchester – Mannschaftsverfolgung (mit Roman Kononenko, Maxym Polischtschuk und Witalij Schtschedow)

## Teams
- 2007 Ukraine Neri Sottoli Team